# 大港 (卡普里岛)

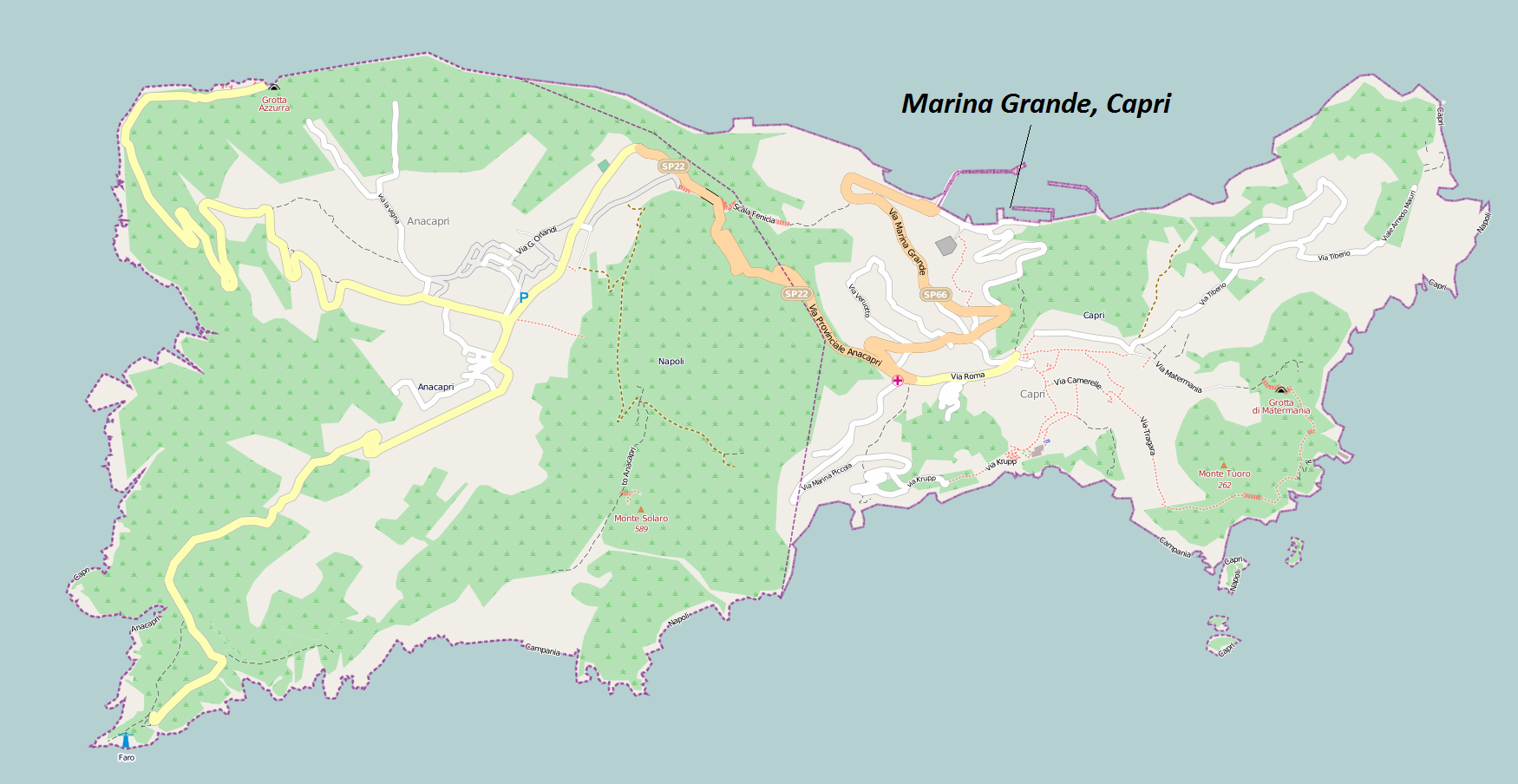
地图

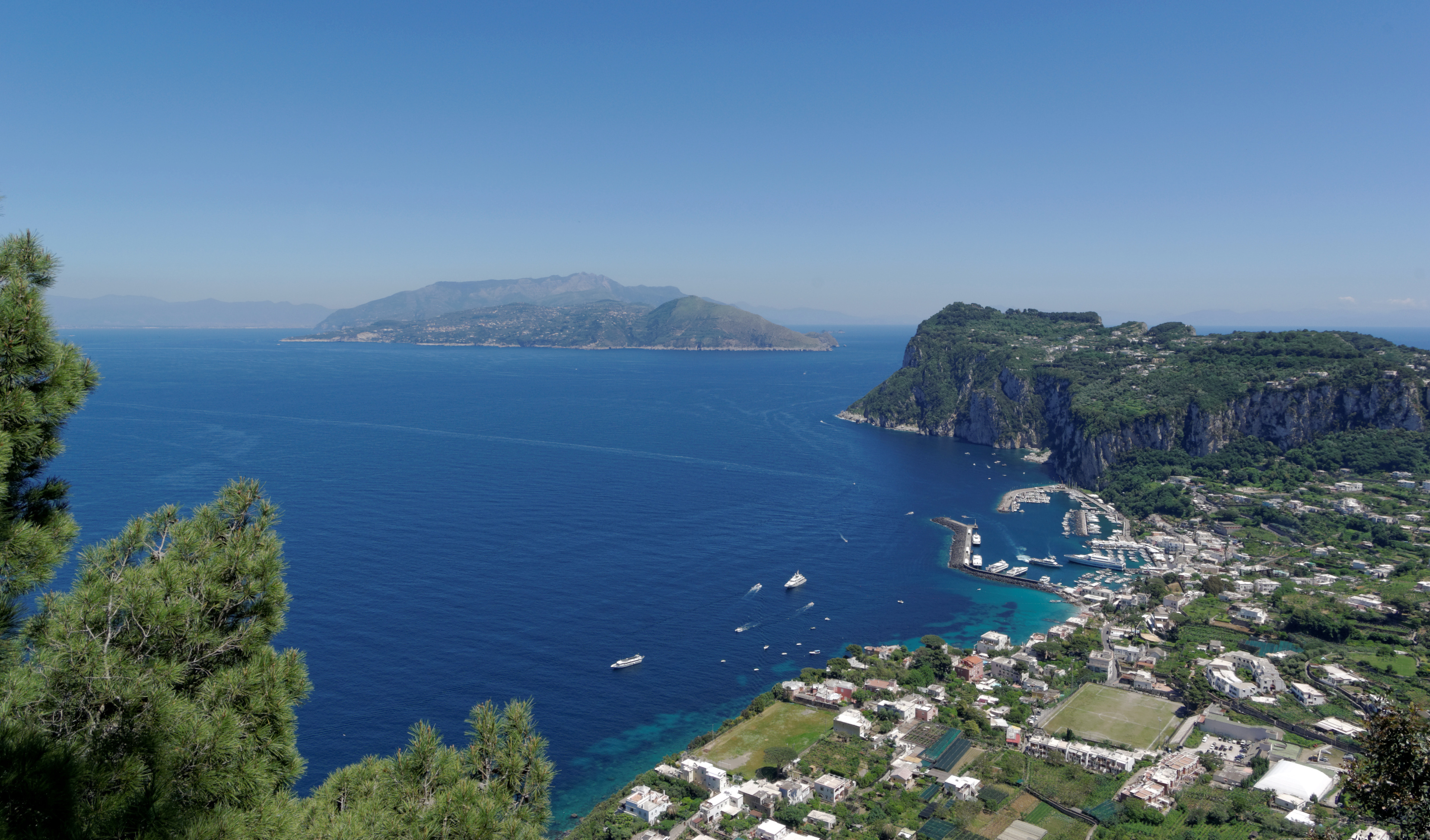
大港

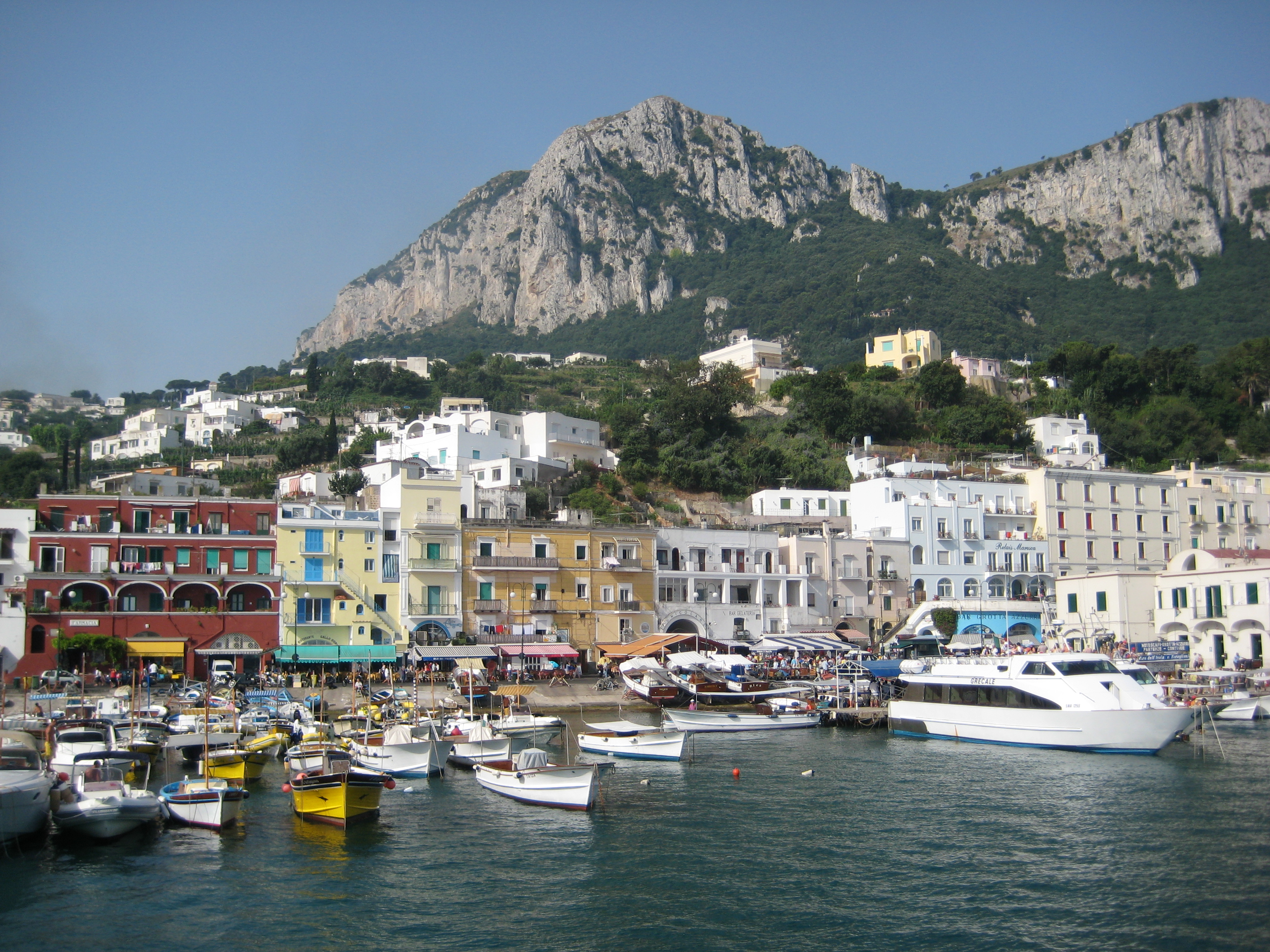
大港

大港（Marina Grande）是卡普里岛的主要港口，位于卡普里镇以北，索拉罗山脚下。 

## 历史
位于卡普里岛的南岸的小港发展早于大港；奥古斯都和提贝里乌斯已经使用小港。罗马人在奥古斯都时期使用大港作为渔港，并在附近兴建海宫（Palazzo a Mare）。提贝里乌斯强化了大港。卡普里岛也是希腊人登陆 坎帕尼亚的第一个地点，卡普里的女人据说“有时仍然表现出明显的希腊特色” 在公元七世纪，公斯当休主教在大港附近去世，成为该岛的主保圣人；圣公斯当休堂位于大港和阿纳卡普里之间。。

## 地理
大港位于卡普里岛的北岸。1928年之前，船只直接停在港湾，后来发展成为一个港口和海滨度假胜地，有岛上最大的沙滩。一个小广场俯瞰港口，环绕着卡普里特色的房子，包括露台，阳台，开放式游廊，和多种颜色的外墙，其中“庞贝红”是沿整个那不勒斯海岸最强烈的色彩。该镇的特色还有陡峭的斜坡和地中海植物。在西码头的尽头有一根 科林斯柱， 见证了罗马在该地区的存在。

## 交通
从大港有船前往大陆的那不勒斯以及蓝洞。缆车由 SIPPIC经营，连接港口与市中心的翁贝托一世广场，还有巴士通往阿纳卡普里。截至2012年，到卡普里岛镇的单程火车票价格为1,5€。

## 旅游
著名的酒店包括 Villa Marina Capri, Hotel Excelsior Parco Capri, Relais Maresca和布里斯托尔酒店。Ristorante Pizzeria Lo Zodiaco坐落在海滨。
每年九月中旬在大港庆祝 Madonna della Libera 节。